# Municipio de Athensville
El municipio de Athensville (en inglés: Athensville Township) es un municipio ubicado en el condado de Greene en el estado estadounidense de Illinois. En el año 2010 tenía una población de 343 habitantes y una densidad poblacional de 3,7 personas por km².

## Geografía
El municipio de Athensville se encuentra ubicado en las coordenadas 39°28′38″N 90°12′57″O / 39.47722, -90.21583. Según la Oficina del Censo de los Estados Unidos, el municipio tiene una superficie total de 92.58 km², de la cual 92,55 km² corresponden a tierra firme y (0,03 %) 0,03 km² es agua.

## Demografía
Según el censo de 2010, había 343 personas residiendo en el municipio de Athensville. La densidad de población era de 3,7 hab./km². De los 343 habitantes, el municipio de Athensville estaba compuesto por el 99,42 % blancos, el 0,29 % eran afroamericanos, el 0,29 % eran de otras razas. Del total de la población el 0,29 % eran hispanos o latinos de cualquier raza.